# Осиновая Речка
Оси́новая Ре́чка — село в Хабаровском районе Хабаровского края. Входит в Осиновореченское сельское поселение.

## История
Основано в 1909 году румынскими переселенцами.
В начале 1950-х годов в поселке строили дачи хабаровские литераторы Александр Грачёв, Юлия Шестакова, Виктор Александровский, Андрей Пассар, Сергей Феоктистов, здесь жил Пётр Проскурин

## География
Село Осиновая Речка стоит на правом берегу Амурской протоки (правобережная протока Амура), у подножия хребта Большой Хехцир.
Расположено на автодороге краевого значения Красная Речка — Казакевичево. Расстояние до Красной Речки (микрорайон Хабаровска) около 8 км.

## Население
| 1992 | 2002  | 2010  | 2011  | 2012  | 2021  |
| ---- | ----- | ----- | ----- | ----- | ----- |
| 1900 | ↘1837 | ↘1751 | ↗1757 | ↗2127 | ↘1463 |

## Инфраструктура
- Сельскохозяйственные предприятия Хабаровского района, в том числе плодово-ягодный питомник "Лидер".
- В окрестностях села Осиновая Речка находятся летние детские лагеря, садоводческие общества хабаровчан.
- В окрестностях села Осиновая Речка на Большой Уссурийский остров до 2013 года включительно возводился понтонный мост, осенью 2013 года построен мост через Амурскую протоку, соединивший Хабаровский край с китайской провинцией Хэйлунцзян.
- В селе функционируют 5 продовольственных и 1 хозяйственный магазин, в числе которых супермаркет «Амурский»
- В селе присутствуют школа, детский сад, клуб, районная амбулатория и почтовое отделение.

## Улицы
- Советская
- Центральная
- 40 лет Победы
- Молодежный переулок
- Комсомольская
- Горка
- Первомайская
- Октябрьская
- Строительная
- Мира
- Амурская
- Лермонтова
- Пушкина
- Ломоносова
- Блока
- Чехова
- Некрасова
- Льва Толстого
- Марины Цветаевой
- Весёлая

## Транспортное сообщение с Хабаровском
С Хабаровском село связано автобусом № 177 (Казакевичево — Осиновая Речка — Красная Речка — Южный микрорайон Хабарвска).

## Галерея

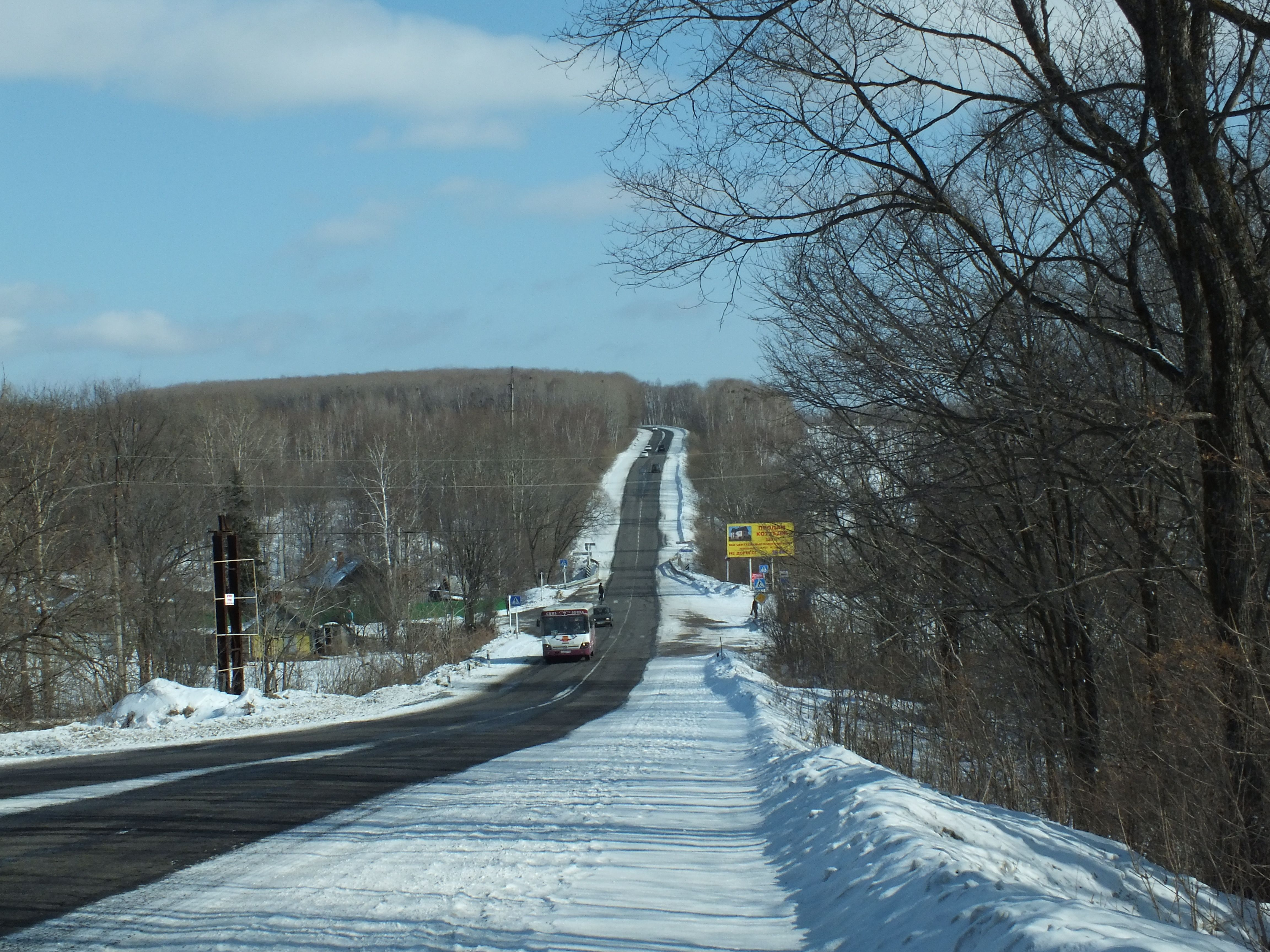
Автобусная остановка в селе Осиновая Речка.
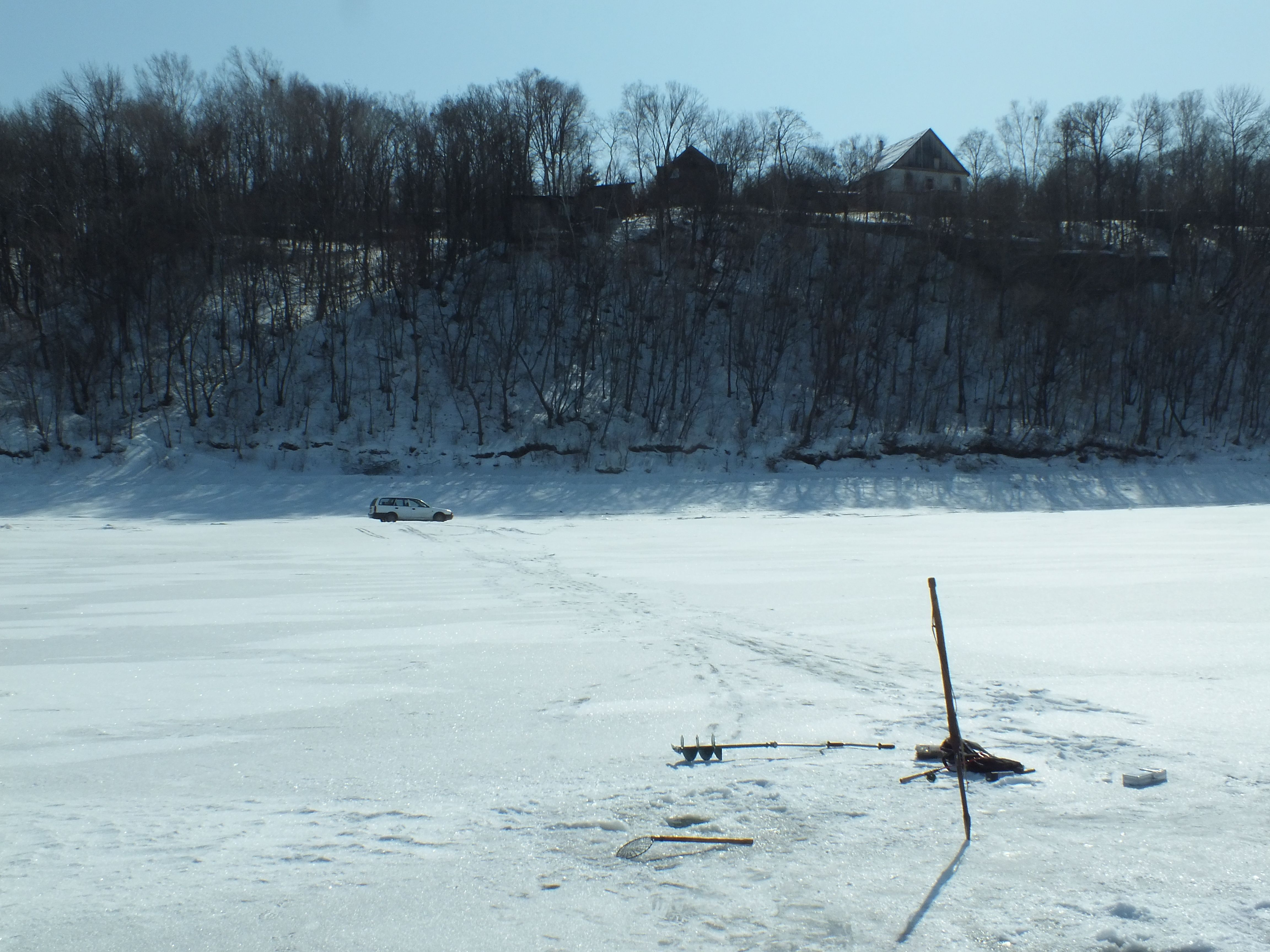
Дома села Осиновая Речка на берегу Амурской протоки.
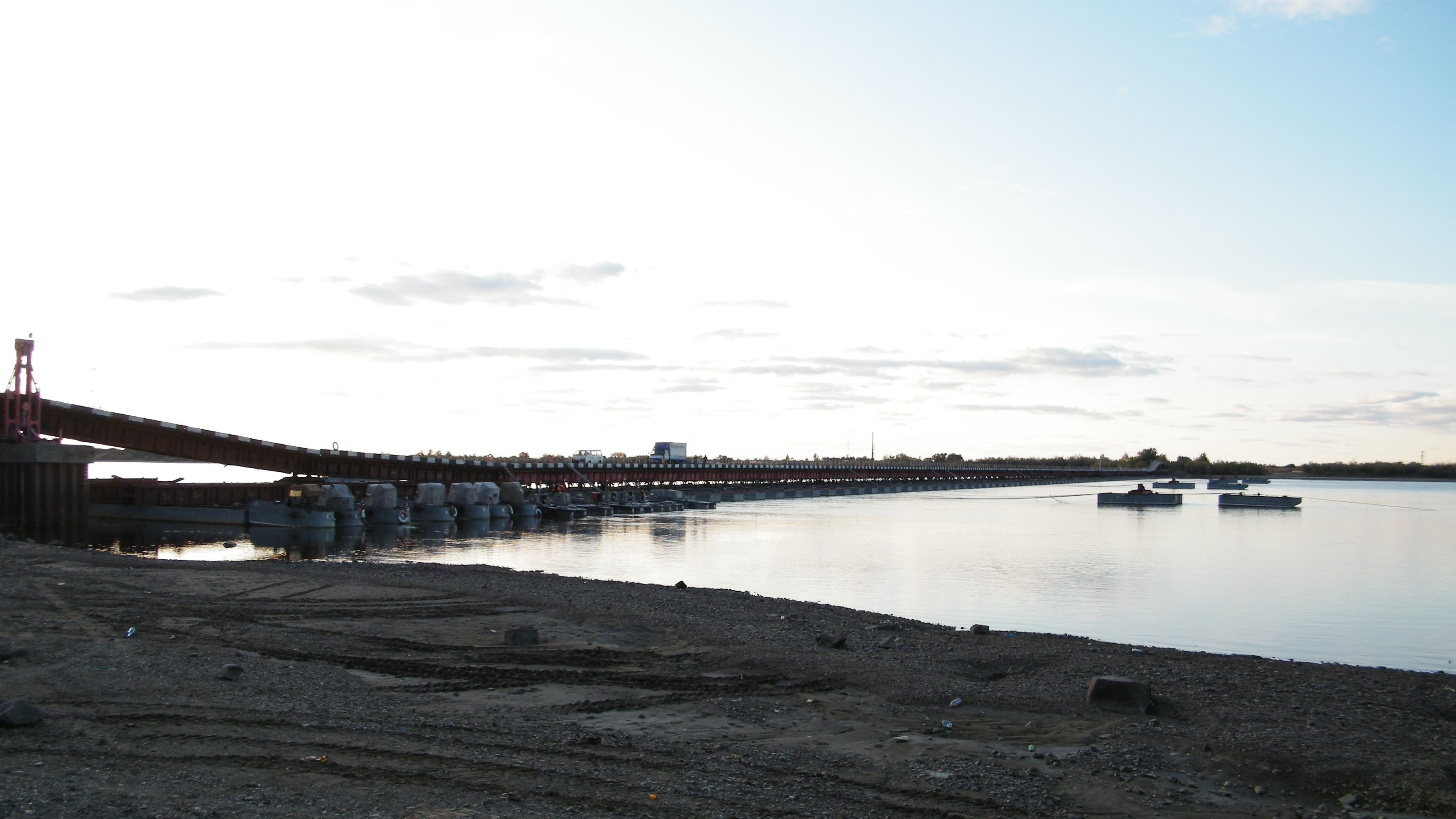
Понтонный мост у села Осиновая Речка, действовал до 2013 года включительно.
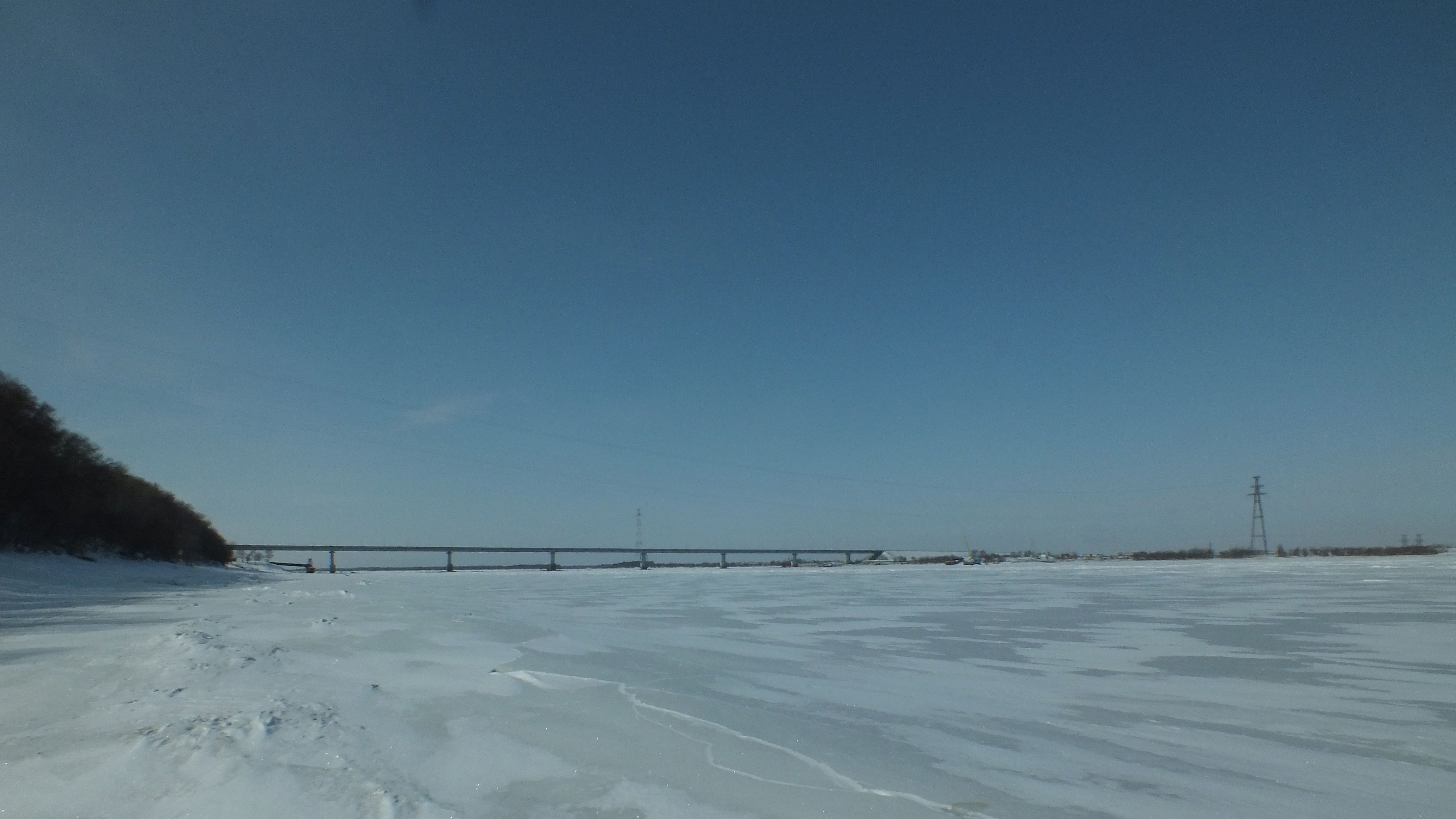
Мост через Амурскую протоку у села Осиновая Речка.